# Rivière Mégiscane
Der Rivière Mégiscane ist einer der bedeutendsten Flüsse in der Verwaltungsregion Abitibi-Témiscamingue in der kanadischen Provinz Québec. Der Fluss ist bekannt für seine Störe.

## Geographie
Der Fluss hat seinen Ursprung westlich des Gouin-Stausees (Réservoir Gouin) in der Verwaltungsregion Mauricie. Er durchfließt den 41 km² großen Lac Mégiscane, fließt in westlicher Richtung zum Lac Parent unweit von Senneterre. Der Flusslauf erstreckt sich über 230 km. 

## Toponymie
Sein Name leitet sich aus der Sprache der Algonkin ab und bedeutet „Angelhaken“, was auf seinen Fischreichtum verweisen könnte.

## Wasserkraftnutzung
1951 erteilte die Regierung von Québec die Genehmigung für eine teilweise Umleitung des Flusses Riviere Mégiscane zu Zwecken der Wasserkraftnutzung zum Gouin-Stausee. Zwischen den beiden Seen Lac du Poète und La Rivas wurde 1954 in der Munizipalität La Tuque der Umleitungsdamm Barrage de la Mégiscane (⊙) fertiggestellt. Mit Hilfe dreier weiterer Deiche sowie eines Kanals wird nun Wasser nach Osten dem nahegelegenen Gouin-Stausee und somit den Wasserkraftwerken am Rivière Saint-Maurice zugeführt.

## Hydrometrie
Etwa 14 km oberhalb der Mündung befindet sich der mittlerweile stillgelegte Abflusspegel 03AC007 (⊙). Der gemessene mittlere Abfluss (MQ) an dieser Stelle für den Messzeitraum 1966–1983 betrug 151 m³/s. Das zugehörige Einzugsgebiet lag bei 8310 km².
Im folgenden Schaubild werden die mittleren monatlichen Abflüsse des Rivière Mégiscane am Pegel 03AC007 für den Messzeitraum 1966–1983 in m³/s dargestellt.